# Admiraliteit van Veere
De Admiraliteit van Veere werd opgericht naar aanleiding van de Ordonnantie op de Admiraliteit die werd uitgevaardigd op 8 januari 1488. Dit in een poging te komen tot een centraal beleid ten aanzien van een marine-organisatie in de Bourgondische Nederlanden. De heren van Veere vormden voor die tijd al een belangrijke maritieme macht, vooral opgebouwd door Hendrik II van Borselen.

## Oprichting
De datum van oprichting is niet bekend, maar de admiraliteit werd voor het eerst genoemd in 1529. Het betrof een zaak waarbij een koopman uit Genua in hoger beroep ging tegen een uitspraak van de admiraliteit bij de Grote Raad van Mechelen. In 1507 waren er echter al twee deurwaarders werkzaam onder admiraal Filips van Bourgondië-Blaton, waardoor aangenomen mag worden dat de admiraliteit al langer werkzaam was. De overgebleven bronnen betreffen vooral rechtspraak, maar de admiraliteit hield zich ook bezig met bestuurstaken. De Vice-Admiraliteit van Vlaanderen in Duinkerke – die voor het eerst genoemd werd in 1537 – was ondergeschikt aan de Admiraliteit van Veere. Als men in Duinkerke hoger beroep aantekende, werd dit behandeld in Veere.
Nog onder admiraal Adolf van Bourgondië was de admiraliteit geen permanente instantie. Men kwam vooral bijeen in oorlogstijd. In 1540 werd wel de Habsburgse oorlogsvloot overgebracht van Sluis naar Veere.

## Bevoegdheid
Hoewel de admiraliteit formeel gezien in de gehele Nederlanden het hoogste maritieme orgaan waren, werd dit vooral door Middelburg – de grote concurrent van Veere – en Holland betwist. In Holland werd het gezag van de admiraliteit niet erkend en werd de maritieme rechtspraak uitgevoerd door de stedelijke rechtbanken en het Hof van Holland. Dit werd tijdelijk opgelost toen Maximiliaan II van Bourgondië, die vanaf 1540 admiraal der Nederlanden was, in 1547 ook stadhouder van Holland, Zeeland en Utrecht werd. Na zijn dood in 1558 werden deze functies echter weer gescheiden.
In 1540 werd de rol van Veere in de rechtspraak beperkt, doordat men in Duinkerke direct hoger beroep aan kon tekenen bij de Grote Raad van Mechelen.
In 1560 liet admiraal Filips van Montmorency, graaf van Horn, de admiraliteit verplaatsen naar Gent, waar ook de Raad van Vlaanderen gevestigd was. Hoogstwaarschijnlijk betrok de admiraliteit het Hof van Veere op de hoek van de Voldersstraat en de Korte Meer dat later de riante woning van Jan van Hembyse werd.
De admiraliteit werd in Holland echter niet erkend en had ook niet de Zeeuwse machtsbasis van zijn voorgangers- hij was de eerste admiraal der Nederlanden die niet ook heer van Veere was. De positie van de centrale admiraliteit werd door de verhuizing nog verder verzwakt, doordat nu ook de Zeeuwen het gezag van de admiraliteit weigerden te erkennen, aangezien volgens het ius de non evocando Zeeuwen niet buiten hun gewest terecht hoefden te staan. Verder lag Veere lag veel gunstiger dan het landinwaarts gelegen Gent. Ook werd de Habsburgse oorlogsvloot in Veere in 1561 verkocht.